# Страна На

Золотая печать, подаренная правителю страны На китайским императором.

Страна На (яп. 奴国, なこく / なのくに  накоку / нанокуни) — одна из стран людей ва, древних жителей Японского архипелага, о которой упоминают китайские исторические хроники. Китайское название — страна Ну или Нуго.

## Краткие сведения
Страна На упоминается в «История династии Поздняя Хань» и «Предании о людях «ва» из истории государства Вэй». Китайские хроники определяют её как общественно-политическую организацию народа ва, древних японцев.
«История династии Поздняя Хань» описывает прибытие послов страны На с данью в Китай в 57 году. Сообщается, что послы называли себя «великими мужами» дафу. В ответ на дань китайский император Гуан У-ди подарил правителю страны На титул вана и золотую печать. В связи с этим эта страна становилась членом китаецентрической системы международных отношений и, в то же время, признавала свою зависимость от Китая.
«Предание о людях „ва“ из истории государства Вэй» повествует о стране На III века. Она находится в зависимости от могущественного соседа, японского государства Яматай, которой руководит ван-женщина Химико. На эту зависимость указывает отсутствие упоминания о собственном ване страны и сообщение о местных чиновниках.
На юго-востоке прибывают в Нуго через 100 ли. Чиновник называется сы-ма-гу. Помощник называется би-ну-у-ли. Имеет более 20000 дворов.
К северу от страны государя-женщины численность дворов и расстояние можно описать лишь кратко. Что касается остальных соседних стран, то вследствие дальности и отрезанности нельзя получить подробностей.

...следующей является Унуго, следующей является Нуго. Этим заканчивается страна государя-женщины.
На основе «Истории царства Вэй» страну На традиционно располагают на севере японского острова Кюсю. Находка в 1784 году золотой печати, что была подарена китайцами в I веке, помогла локализовать страну на территории современного города Фукуока одноименной префектуры. Историки считают, что она могла находиться в районе современного залива На или квартала Нанокава города Фукуока.
После III века сведения о стране На в китайских источниках пропадают. Однако в японских хрониках VIII века, описывающих времена молодого японского государства Ямато III—IV веков, упоминается такая административная единица, как округа На (яп. 儺県, なのあがた на но агата), что располагалась на территории современной Фукуоки. Это сообщение может свидетельствовать об вхождении бывшей страны На в состав Ямато в III веке.